# Iramuteq
IRaMuTeQ (acrônimo de Interface de R pour les Analyses Multidimensionnelles de Textes et de Questionnaires) é um software livre ligado ao pacote estatístico R para análises de conteúdo, lexicometria e análise do discurso.
Foi desenvolvido pelo Laboratoire d’Études et de Recherches Appliquées en Sciences Sociales (LERASS) da Universidade de Toulouse.
Distribuído sob a licença GNU GPL v2, o Iramuteq é baseado no método de classificação de Max Reinert, mas amplia as análises realizadas anteriormente pelo Alceste, um software proprietário desenvolvido anteriormente por Reinert.
O software realiza mineração de dados em textos, permitindo a obtenção de várias análises quantitativas dos corpus linguísticos: estatísticas textuais clássicas (contagem de palavras), pesquisa de especificidades de grupos, classificação hierárquica descendente, análise de similitudes e nuvem de palavras.